# Вейкі
Вейкі (пол. Wiejki) — село в Польщі, у гміні Ґрудек Білостоцького повіту Підляського воєводства.
Населення — 168 осіб (2011).
У 1975-1998 роках село належало до Білостоцького воєводства.

## Демографія
Демографічна структура станом на 31 березня 2011 року:
|          | Загалом | Допрацездатний вік | Працездатний вік | Постпрацездатний вік |
| -------- | ------- | ------------------ | ---------------- | -------------------- |
| Чоловіки | 83      | 14                 | 50               | 19                   |
| Жінки    | 85      | 15                 | 34               | 36                   |
| Разом    | 168     | 29                 | 84               | 55                   |